# Liste de jeux vidéo Trivial Pursuit
Pour les articles homonymes, voir Beetlejuice (homonymie).
Les jeux vidéo Trivial Pursuit forment une série de jeux vidéo adaptés du jeu de société du même nom.

## Trivial Pursuit Arcade: All Star Sports Edition
- Plate-forme : SAC I
- Éditeur : Bally Sente
- Développeur : Bally Sente
- Année : 1984

## Trivial Pursuit Arcade: Baby Boomer Edition
- Plate-forme : SAC I
- Éditeur : Bally Sente
- Développeur : Bally Sente
- Année : 1984

## Trivial Pursuit Arcade: Genus II Edition
- Plate-forme : SAC I
- Éditeur : Bally Sente
- Développeur : Bally Sente
- Année : 1984

## Trivial Pursuit(édition espagnole)
- Plate-forme : SAC I
- Éditeur : Bally Sente
- Développeur : Bally Sente / Maibesa
- Année : 1987

## Trivial Pursuit: Think Tank - Genus Edition
- Plate-forme : SAC I
- Éditeur : Bally Sente
- Développeur : Bally Sente
- Année : 1984

## Trivial Pursuit Arcade: Young Players Edition
- Plate-forme : SAC I
- Éditeur : Bally Sente
- Développeur : Bally Sente
- Année : 1984

## Trivial Pursuit: The Computer Game Genus Edition(1986)
- Éditeur : Domark Software
- Développeur : Oxford Digital Enterprises
- Plates-formes : Amiga, Amstrad CPC, Atari ST, Archimedes, BBC Micro, Thomson TO8, Commodore 64, PC (DOS), ZX Spectrum, Master System (92)
- Éditions spéciales : Baby Boomer Edition, Young Players Edition, The Language Laboratory Edition (92)

## Trivial Pursuit: A New Beginning(1988)
- Éditeur : Domark Software
- Développeur : Oxford Mobius
- Plates-formes : Amiga, Amstrad CPC, Atari ST, BBC Micro, Commodore 64, ZX Spectrum

## Trivial Pursuit: The CDTV Edition(1991) /The CD32 Edition(1994)
- Éditeur : Domark Software
- Développeur : The Kremlin
- Plates-formes : CDTV, Amiga CD32

## Trivial Pursuit: Interactive Multimedia Game(1994)
- Éditeur : Virgin Interactive, Parker Brothers
- Développeur : Virgin Interactive
- Plates-formes : Mega-CD, Windows 3.x

## Trivial Pursuit: CD-ROM Edition(1998)
- Éditeur : Atari (Hasbro)
- Développeur : Adrenalin Entertainment
- Plates-formes : Windows
- Édition spéciale : Millennium Edition (1999)

## Trivial Pursuit: Déjanté(2004)
- Éditeur : Atari (Infogrames)
- Développeur : Artech Studios
- Plates-formes : PlayStation 2, Windows, Xbox 360, Wii, iOS

## Trivial Pursuit Unlimited(2007)
- Éditeur : Atari (Infogrames)
- Plates-formes : PlayStation 2

## Trivial Pursuit(2009)
- Éditeur : Electronic Arts
- Développeur : EA Bright Light
- Plates-formes : PlayStation 2, PlayStation 3

## Trivial Pursuit: Master Edition(2011)
- Éditeur : Electronic Arts
- Développeur : Electronic Arts
- Plates-formes : iOS

## Trivial Pursuit: Bet You Know It(2011)
- Éditeur : Electronic Arts
- Développeur : Ubisoft
- Plates-formes : Wii

## Trivial Pursuit Live!(2015)
- Éditeur : Ubisoft
- Développeur : Ubisoft Halifax
- Plates-formes : Nintendo Switch, PlayStation 4, Windows, Xbox One, PlayStation 3, Xbox 360

## Trivial Pursuit Live! 2(2022)
- Éditeur : Ubisoft
- Développeur : Ubisoft Halifax
- Plates-formes : Nintendo Switch, PlayStation 4, Xbox One et Stadia, ainsi que PlayStation 5, Xbox Series.